# Хотын (Шпановская сельская община)
Хотын (укр. Хотин) — село в Шпановской сельской общине Ровненского района Ровненской области Украины.
Население — 604 человека. Население по переписи 2001 года составляло 658 человек. Почтовый индекс — 35305. Телефонный код — 362. Код КОАТУУ — 5624689506.

## Персоналии
- Оскилко, Владимир Пантелеймонович (1892—1926) — украинский военный и общественный деятель времен УНР, атаман, генерал-хорунжий Армии УНР, командующий Северной группой войск Директории, командующий Северо-Западным антибольшевистским фронтом.